# Medetera stackelbergiana
Medetera stackelbergiana är en tvåvingeart som beskrevs av Negrobov 1967. Medetera stackelbergiana ingår i släktet Medetera och familjen styltflugor. Inga underarter finns listade i Catalogue of Life.